# Glencoe (Alabama)
Glencoe (lokale Aussprache: Glin-ko) ist eine Stadt in den Counties Etowah und Calhoun im nordöstlichen Alabama. Glencoe ist Teil der Gadsden Metropolitan Statistical Area. Die Stadt wurde 1939 gegründet. Das U.S. Census Bureau hat bei der Volkszählung 2020 eine Einwohnerzahl von 5.372 ermittelt.

## Geografie

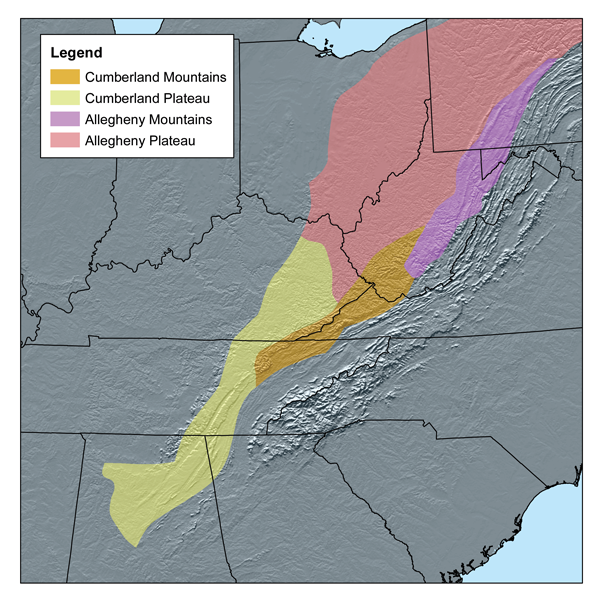
Lage des Cumberland-Plateau (beige-farben)

Glencoe ist Bestandteil des statistischen Ballungsraums rund um in den County-Verwaltungssitz Gadsden im südlichen Zentrum des Etowah County. Während Gadsden und Attalla den nördlichen Teil der Konglemation auf der nördlichen Seite des Coosa River bilden, liegen die Städte Southside, Glencoe und Hokes Bluff auf der südlichen Uferseite. Das Hauptgebiet der Stadt befindet sich innerhalb des Etowah County; lediglich Ausläufer ragen in das südlich davon gelegene Calhoun County hinein. Geografisch ist die Region geprägt vom Übergang des Cumberland-Plateaus im Norden zu dem etwas ebeneren Piedmont-Plateau südlich davon. Wie im nordöstlichen Alabama typisch ist das städtische Umland von Wald geprägt. Die westliche Stadtseite grenzt unmittelbar an den Coosa River, der hier eine Schleife vollzieht. Wichtigste Straßenanbindung ist der Highway US-431, der in Nord-Süd-Richtung durch die Stadt führt.

## Geschichte
Der Ort begann als bäuerlicher Ansiedlungsflecken im 19. Jahrhundert. Als zusätzlicher Erwerbszweig kam 1853 ein Steinbruch hinzu. Bis zur Jahrhundertwende gingen fünf weitere Steinbrüche in Betrieb. Ein weiterer Wachstumsfaktor war die Anbindung an das Schienennetz der Louisville and Nashville Railroad. Das erste Post Office ging 1877 in Betrieb. Der Name des Ortes wurde der schottischen Ortschaft Glencoe entliehen. Zusätzlich zur bereits bestehenden Grundschule eröffnete 1918 eine High School. Eigenständige Stadtrechte als Incorporated City erlangte Glencoe im Jahr 1939. Die wirtschaftliche Weiterentwicklung wurde durch die Great Depression ausgebremst. Noch 1940 zählte Glencoe nicht mehr als 669 Einwohner. Die städtische Infrastruktur erweiterte sich ab den 1930ern durch weitere Einrichtungen. 1939 wurde die Stromversorgung an das Netz der Alabama Power Company angeschlossen. 1941 erfolgte die Inbetriebnahme eines städtischen Wasserversorgungssystems. Eine Freiwillige Feuerwehr besitzt Glencoe seit 1946. Die Post wird seit 1962 direkt zugestellt. Seit den 1990er-Jahren ist Glencoe Standort des Golfplatzes Silver Lakes – einem Teil des Robert Trent Jones Golf Trails, der sich in Nord-Süd-Richtung quer durch Alabama zieht.

## Demografie
Laut der 2016 erfolgten Erhebung zur Bevölkerungszusammensetzung hatte Glencoe 5122 Einwohner. 2353 davon waren männlich, 2769 weiblich. Älter als 18 waren 4.307 Einwohner, Kinder oder Jugendliche 825; 1123 Einwohner der Stadt gaben an, älter als 65 Jahre zu sein. Der Altersmedian betrug 45,9 Jahre. 4614 der Befragten bezeichneten sich als Weiße (90,1 %), 282 als Afroamerikaner (5,5 %) und 89 als Indian Natives (1,7 %). Unabhängig von der Frage zur Zensus-Deklaration Race gaben 11 Einwohner (0,3 %) die Zusatzbezeichnung Hispanic an, 116 Einwohner (2,3 %) bezeichneten sich als Angehörige von zwei oder mehr Rassen.

## Wirtschaft, Bildung und Kultur
In der Vergangenheit sorgten neben den industriellen Arbeitsplätzen in der näheren Umgebung vor allem die Steinbrüche rund um die Stadt für wirtschaftliches Auskommen. Auch in Glencoe jedoch hat sich die Beschäftigungsstruktur hat sich seit der Jahrtausendwende deutlich verändert. Das Webportal Encyclopedia of Alabama schlüsselte die aktuellen Beschäftigungsschwerpunkte im Jahr 2012 wie folgt auf:
- Soziale Dienste, Bildung und Gesundheit (27,5 Prozent)
- Produktion – 14,9 Prozent
- Baugewerbe – 13,8 Prozent
- Verwaltung und Management – 9,5 Prozent
- Einzelhandel – 8,7 Prozent
- Transport, Verkehr und Lagerhaltungs-Logistik – 7,0 Prozent
- Öffentliche Verwaltung – 6,3 Prozent
- Finanzdienstleistungen, Versicherungen und Immobilienverwaltung – 4,4 Prozent
- Gastronomie und Tourismus – 3,7 Prozent
- Sonstige Dienstleistungen – 3,0 Prozent
- Großhandel – 2,9 Prozent
- Informationstechnik – 0,4 Prozent

Die Schulen in Glencoe sind Teil des Etowah County School System. Aktuell bestehen: eine Elementary School, eine Middle School und eine High School. Laut Encyclopedia of Alabama wurden diese 2012 von 1.048 Schülern frequentiert; die Anzahl der angestellten Lehrkräfte belief sich auf 64.

## Sonstiges
Glencoe wurde im September 2003 von Alabamas Gouverneur Bob Riley das Etikett „Stadt des Patriotismus“ verliehen – eine besondere Anerkennung unter den Alabama-Gemeinden. Jedes Jahr am Memorial Day, Independence Day und Veterans Day ehren die Stadt sowie Veteranenorganisationen die 187 US-Army-Angehörigen aus Glencoe, die im Ersten und Zweiten Weltkrieg sowie im Korea- und Vietnamkrieg ums Leben kamen.
Am 6. Juli 2017 stürzte ein Armee-Helikopter auf einen Lastkraftwagen – ein Vorfall, welcher überregional für Breaking-News-Meldungen sorgte.